# Policiamento Ostensivo Volante
O projeto POVO, Policiamento Ostensivo Volante, iniciou-se ao final do primeiro mandato do governo de Roberto Requião, em outubro de 1993.
Desencadeou-se por três fatores:
- Necessidade por parte do Comando do Policiamento da Capital em dar uma pronta resposta aos anseios da comunidade curitibana, em termos de melhores condições de segurança;
- Sucateamento do Sistema de Policiamento Modular, que passaram a denominar-se Postos de Policiamento Ostensivo, nos quais as instalações físicas (Módulos) se apresentavam em total estado de precariedade e não existia previsão orçamentária para efetivação de consertos, reparos ou mesmo reformas; aliado a isso, a corporação tinha suporte para manter apenas um PM, por turno de serviço, em cada Módulo Policial, o qual limitava-se a cumprir o papel de segurança física das instalações e informante;
- Reduzido número de viaturas de radiopatrulha para atendimento de ocorrências, o que acarretava na elevação do índice da demanda reprimida e do tempo para atendimento ao solicitante.

Esse policiamento procurava combinar as características do antigo radio patrulhamento, de grande mobilidade, com o policiamento modular, circunscrito ao bairro local; tendo por ênfase a filosofia de Polícia Comunitária.

Originalmente consistia em dois policiais em uma viatura (Kombi em 1993, e Van em 2002), equipada com telefone celular e rádio de comunicação; apoiada por dois motociclistas.

Essa viatura atua num setor fixo, circunscrito ao bairro local. Na lateral do veículo consta o número do telefone, o qual pode ser contatado diretamente pelo solicitante. Na implantação do serviço foram distribuídas grandes quantidades de folhetos com o telefone e a fotografia dos policiais do setor, procurando-se dar conhecimento e familiaridade com a equipe policial.

Com a troca de governo o policiamento foi substituído pelo sistema Toten.

Em 2002 foi reativado e aperfeiçoado, pois comprovou-se sua eficiência em reduzir o tempo de atendimento ao solicitante; diminuir os índices de criminalidade; e elevar o grau de sensação de segurança e tranqüilidade.